# 糸魚川シーサイドバレースキー場
糸魚川シーサイドバレースキー場（いといがわシーサイドバレースキーじょう）は、新潟県糸魚川市にあるスキー場である。営業日は12月中旬から4月上旬まで。

## 特色
6本のコースで構成される。殆どのコースの平均傾斜が10〜20度くらいであるため、初級者でも簡単に滑走することができる。
長野県と新潟県の県境に位置しているが、糸魚川市街から近い上、新潟県内で最も富山県に近いスキー場であるため、富山県からのスキーヤーも多く訪れる。長野方面からも国道148号を利用すれば短時間で来る事ができる。
ゲレンデ山頂からは日本海が一望でき、天気が良ければ遠く佐渡島まで見る事ができる。海が見えるスキー場としても有名。またゲレンデ前方には日本百名山のひとつでもある雨飾山が見える。
ゲレンデに隣接しているホテル「ホワイトクリフ」には天然温泉が湧き出ている。入浴すると本当に肌がツルツルすることから「美人の湯」という名で知られており、美肌促進に効果があるとされている。一般の客も利用可能で、スキー、ボードを終えた客の多くが「美人の湯」を訪れる。雨飾温泉と共に、地元では有名な温泉。
有名なスキー場ではないが、白馬・富山・上越方面からのアクセスの良さ、ゲレンデが空いていること、温泉があることなどもあって穴場なスキー場として一部スキーヤーの間では有名。

## コース
コースは大きく2つのエリアに分けられる。第1ゲレンデ、第2ゲレンデ、第3ゲレンデ、明星尾根コースは初〜中級車向け、第5ゲレンデ、第6ゲレンデは中〜上級者向けとなる。それぞれのエリアへ移るには、山頂付近の迂回路を利用する。クロスカントリーコスーもある。
特に第１ゲレンデは、初心者用コースとしては、かなり長いコースとなる。コースが繋がっているところがあり、最長３ｋｍのロングランが楽しめる。
知る人ぞ知る、穴場スキー場という事もあり人が多くない。よって、リフトに並ばなくて済む、ゲレンデを思いっきり滑走できる、練習やレッスンが非常にやりやすい、などといった利点がある。
- 第1ゲレンデ(滑走距離1,600m、平均傾斜15°)
- 第2ゲレンデ(滑走距離900m、平均傾斜20°)出だしは最高38°で急斜面が楽しめる。急斜面が滑れない初心者のための迂回路(短い林間300ｍ)がある。ボードパークがありスノーボーダーに人気。また深雪コースや未圧雪部分ある。
- 第3ゲレンデ(滑走距離1,200m、平均傾斜21°)
- 第5ゲレンデ(滑走距離750m、平均傾斜16°)
- 第6ゲレンデ(滑走距離800m、平均傾斜20°)
- 明星尾根コース(滑走距離950m、平均傾斜16°)
- 第3林間コース(滑走距離1,700m、平均傾斜15°)
- 第5林間コース(滑走距離900m、平均傾斜12°)
- 第6林間コース(滑走距離900m、平均傾斜12°)

## 施設
- レストラン
  - リブラ(200人収容 第2ゲレンデ横)
  - アリエル(100人収容　第5,第6ゲレンデ中間)
  - マリンブルー(120人収容　センターハウス前）
  - ホテルホワイトクリフ(100人収容　スキー場横)
- レンタルショップ
センターハウス前
- ホテル　
ホワイトクリフ（120名収容）
- スキー教室
  - 「糸魚川スキー学校」
  - 「オーストリアスキー教室」(NAISG)
- リフト
（クワッド4人乗り1本、ペア4本）
- 駐車場
（1,000台、無料）

## 歴史
1970年6月に計画が発表され、1972年に市総合計画でスキー場周辺地域を観光開発拠点地域に指定され、1974年に糸魚川総合開発（株）によって建設に着手、1980年12月20日にオープンした。オープン当初はリフトは計5本、コース数は4本で、現在の第5、第6ゲレンデは整備されていなかった。
1982年12月8日には『ホテルホワイトクリフ』が営業を開始した。
当初は、地域で数少ないスキー場であり優れた集客力を有していたが、程なくして県境を越えた白馬地域や上越地域のスキー場に圧され始め低迷し始めた。1983年には親会社の（株）健文が倒産した影響で29億円の負債を抱え連鎖倒産したため、地元債権者を中心に「債権保全管理委員会」を発足させて経営を続行、1985年に五味観光開発（株）が買収して経営にあたる。以後、1990年3月にはシーサイドプランテーション（株）に売却され、1993年に親会社の村本建設（株）が倒産したものの、関係者の努力により運営されていた。
1997年5月に親会社の村松建設（株）がスキー場運営から撤退したことや、隣接する能生町（当時）に、シャルマン火打スキー場が開業すること決まると閉鎖が検討され始めた。これに伴い1997年12月に、1シーズン限りでシーサイドプランテーション（株）が運営にあたり、1998年4月を以って一旦閉鎖となった。その後1998年シーズンから、土地・建物は糸魚川市が所有し、新しい運営会社である株式会社糸魚川シーサイドバレー（同年8月設立）が使用賃借契約を締結することで存続されることとなった。2005年からは、スキー場に隣接するホテルホワイトクリフに日帰り入浴が可能な温泉『塩の道温泉』をオープン、集客の努力が続けられている。
また、2007年には根知地区の活性化計画「プロジェクトZ」の核となる「塩の道交流館 ボッカ茶屋」がオープンした。

## 交通
公共交通
糸魚川駅日本海口から糸魚川バス 「05 根知線」（別所方面）に乗車（所要約50分）。「シーサイドバレースキー場前」下車後すぐ。
車
北陸自動車道 糸魚川ICから約20分。

## 周辺
- 塩の道資料館